# Henry Norman (Gouverneur)

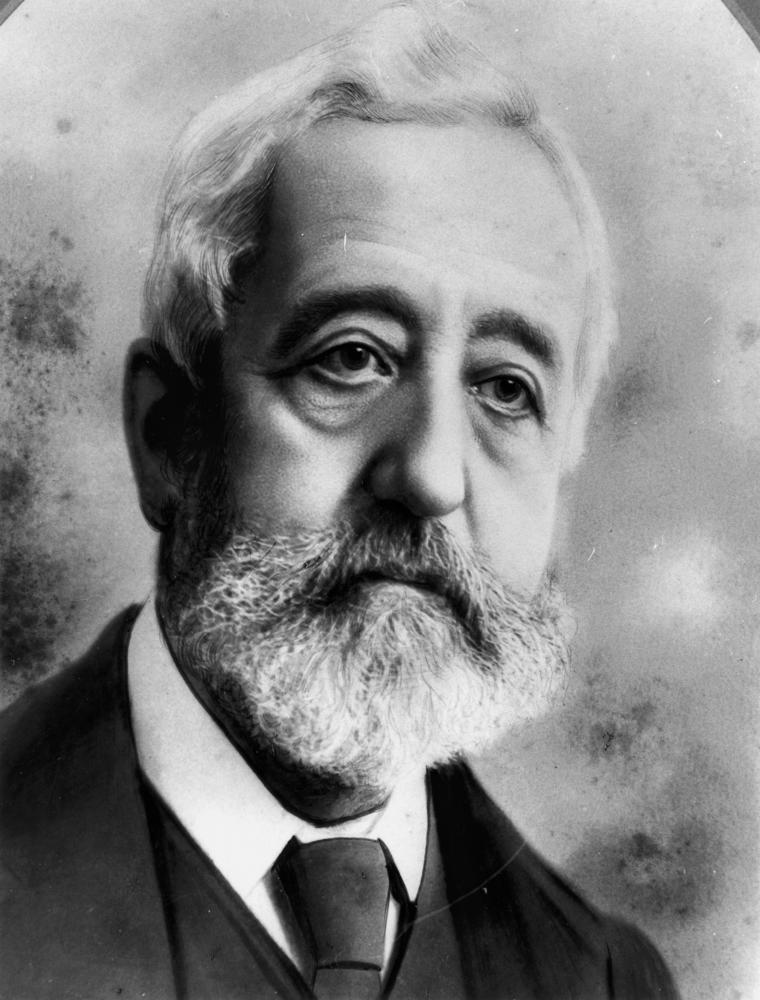
Henry Norman

Sir Henry Wylie Norman GCB, GCMG, CIE (* 2. Dezember 1826 in London; † 26. Oktober 1904 ebenda) war ein britischer Feldmarschall und Gouverneur.

## Leben
Er war der einzige Sohn des Kaufmannes James Norman und dessen Ehefrau Charlotte, geborene Wylie.
Im Jahre 1840 wurde Normans Vater, der einige Jahre auf Kuba als Kaufmann tätig gewesen war, Geschäftspartner eines Warenhauses in Calcutta, wohin ihm sein Sohn und seine Ehefrau 1842 folgten. Dort trat er der 17-jährig der British Indian Army bei. 1844 wurde er Offizieranwärter. Er kämpfte im Zweiten Sikh-Krieg und wurde daraufhin von Baron Clyde als Major im Feldzug gegen die Afridi berufen. Norman kämpfte in zahlreichen Feldzügen zwischen 1850 und 1854 sowie im Santal-Aufstand von 1855 bis 1856.
Im Jahre 1883 folgte er Sir Anthony Musgrave als Gouverneur von Jamaika. 1889 wurde er Gouverneur von Queensland.
1902 wurde er zum Feldmarschall befördert.